# 佐分利村
佐分利村（さぶりむら）は福井県大飯郡にあった村。現在のおおい町の北西部、舞鶴若狭自動車道・大飯高浜インターチェンジの周辺にあたる。

## 地理
- 河川 ： 佐分利川

## 歴史
- 1889年（明治22年）4月1日 - 町村制の施行により、川上村、三森村、久保村、安川村、福谷村、石山村、小車田村、佐畑村、鹿野村、笹谷村、神崎村、岡安村、広岡村及び万願寺村の区域をもって、佐分利村が発足する。
- 1953年（昭和28年）9月25日 - 昭和28年台風第13号の接近に伴い村へ通じる道路、通信網が寸断。翌々日9月27日になっても音信不通の状態となった。このことから付近の村も含めて「山津波」で全滅したと疑われる[1]。
- 1955年（昭和30年）1月15日 - 佐分利村、本郷村及び大島村が合併して、大飯町が発足する。

## 交通

### 道路
現在は旧村域に舞鶴若狭自動車道の大飯高浜インターチェンジが所在するが、当時は未開通。